# Banco da Gronelândia
O Banco da Gronelândia (em dinamarquês:  Grønlandsbanken; em inglês:  Bank of Greenland) é um dos dois bancos comerciais da região autónoma da Gronelândia, fundado em 1967, e com sede em Nuuk.

Dispõe de agências em Nuuk, Qaqortoq, Maniitsoq, Sisimiut, Ilulissat e Aasiaat. Conta com 140 empregados e com uns 55 000 clientes.